# 1874年逝世人物列表
1874年逝世人物列表：1月 - 2月 - 3月 - 4月 - 5月 - 6月 - 7月 - 8月 - 9月 - 10月 - 11月 - 12月
下面是1874年逝世的知名人士列表。

## 1月

### 1月8日
- 阿貝·查理斯·艾蒂安·布拉瑟·德·布爾堡，法國作家、歷史學家

### 1月14日
- 約翰·菲力浦·雷斯，德國科學家、發明家

### 1月17日
- 暹羅雙胞胎，雜耍表演者

### 1月19日
- 海因里希·霍夫曼·馮·法勒斯萊本，德國詩人

### 1月28日
- 路德維希·馮·加布倫茨，奧地利將軍

## 2月

### 2月3日
- 威廉·查理斯·盧納利洛，卡美哈美哈家族的最後一位君主

### 2月8日
- 大卫·施特劳斯，德國神學家

### 2月24日
- 約翰·巴赫曼，美國路德會牧師、社會活動家和博物學家

### 2月27日
- 卡洛斯·曼努埃尔·德·塞斯佩德斯，古巴革命英雄

## 3月

### 3月8日
- 米勒德·菲尔莫尔，74歲，美國第13任總統

### 3月10日
- 莫里茨·馮·雅各比，德國工程師、物理學家

### 3月11日
- 查爾斯·索姆奈，美國參議員、民權活動家

### 3月20日
- 漢斯·克利斯蒂安·倫比，丹麥作曲家

### 3月30日
- 卡爾·朱利安·格拉巴，德國律師和鳥類學家，訪問了法羅群島

## 4月

### 4月13日
- 江藤新平，日本政治家（被處決）

### 4月20日
- 亞歷山大·貝利，美國政治家

## 6月

### 6月17日
- 斯蒂芬·格林爵士，英國古董和政治家

### 6月20日
- 約翰·拉格爾斯，美國政治家

### 6月21日
- 安德斯·喬納斯·翁斯特倫，瑞典物理學家

## 7月

### 7月8日
- 艾格尼絲·斯特裡克蘭，英國流行歷史學家

### 7月12日
- 弗里茨·路透，德國小說家

### 7月24日
- 吉斯伯特·哈恩，荷蘭裔美國宗教領袖

## 8月

### 8月14日
- 喬納森·克拉克森·吉布斯，非裔美國部長、政治家

### 8月26日
- 茱莉-維克托瓦爾·道比耶，法國記者

### 8月27日
- Ștefan Golescu，羅馬尼亞第8任總理

## 9月

### 9月12日
- 弗朗索瓦·吉佐，法國總理

## 10月

### 10月5日
- 查理斯·馬蒂亞斯·西蒙斯，盧森堡首相

### 10月6日
- 撒母耳·基爾，美國石油大亨

### 10月23日
- 亞伯拉罕·蓋格，德國拉比，歐洲改革猶太教的創始人

### 10月28日
- 威廉·亨利·萊因哈特，美國雕塑家

## 11月

### 11月17日
- 弗朗西斯科·德·勒松迪·霍爾梅切亞，西班牙貴族和政治家，西班牙首相

### 11月18日
- 亨利·普雷斯科特爵士，英國海軍上將和殖民地行政長官

### 11月29日
- 伊萬·馬努，俄羅斯政治家

## 12月

### 12月6日
- 約翰·博伊爾，英國政治家

### 12月7日
- 康斯坦丁·馮·蒂申多夫，德國聖經學者

### 12月22日
- 約翰·彼得·皮克西斯，德國鋼琴家、作曲家

### 12月24日
- 安娜·麥克拉蒙德·蔡斯，美國間諜